# Superliga de Suiza 2008-09
La Superliga de Suiza 2008-09 fue la 112.ª temporada de la máxima categoría del fútbol suizo.

## Tabla de posiciones
| Pos. | Equipos         | PJ | PG | PE | PP | GF | GC | Dif. | Pts. |
| ---- | --------------- | -- | -- | -- | -- | -- | -- | ---- | ---- |
| 1.   | Zürich          | 36 | 24 | 7  | 5  | 80 | 36 | +44  | 79   |
| 2.   | Young Boys      | 36 | 22 | 7  | 7  | 85 | 46 | +39  | 73   |
| 3.   | Basel           | 36 | 22 | 6  | 8  | 72 | 44 | +28  | 72   |
| 4.   | Grasshopper     | 36 | 12 | 14 | 10 | 57 | 48 | +9   | 50   |
| 5.   | Aarau           | 36 | 11 | 11 | 14 | 35 | 51 | −16  | 44   |
| 6.   | Bellinzona      | 36 | 11 | 10 | 15 | 44 | 51 | −7   | 43   |
| 7.   | Neuchâtel Xamax | 36 | 10 | 10 | 16 | 50 | 57 | −7   | 40   |
| 8.   | Sion            | 36 | 9  | 10 | 17 | 44 | 60 | −16  | 37   |
| 9.   | Lucerna         | 36 | 9  | 8  | 19 | 45 | 62 | −17  | 35   |
| 10.  | Vaduz           | 36 | 5  | 7  | 24 | 28 | 85 | −57  | 22   |

|  | Liga de Campeones de la UEFA 2009-10                                                 |
|  | Liga Europea de la UEFA 2009-10                                                      |
|  | Play-off de descenso                                                                 |
|  | Descenso a la Challenge League y clasificado para la Liga Europea de la UEFA 2009-10 |

### Play-off de descenso
| Equipo 1 | Agr. | Equipo 2 | Ida | Vuelta |
| -------- | ---- | -------- | --- | ------ |
| Lucerna  | 5:1  | Lugano   | 0:1 | 5:0    |

FC Luzern mantiene la categoría por un global de 5-1.

## Goleadores
20 goles
- Seydou Doumbia (Young Boys)

19 goles
- Almen Abdi (Zürich)

17 goles
- Éric Hassli (Zürich)

13 goles
- Alexandre Alphonse (Zürich)
- Joetex Asamoah Frimpong (Lucerna)

## Premios
- Jugador del Año:  Seydou Doumbia (Young Boys)
- Gol del Año:  Fabian Frei (Basel, contra Aarau)
- Entrenador del Año:  Bernard Challandes (Zürich)
- Jugador Joven del Año:  Valentin Stocker (Basel)
- Premio al Juego Limpio: Aarau